# Ayuela
Ayuela é um município da Espanha na província de Palência, comunidade autónoma de Castela e Leão, de área 19,75 km² com população de 65 habitantes (2006) e densidade populacional de 3,29 hab./km².

## Demografia
| Variação demográfica do município entre 1991 e 2004 | Variação demográfica do município entre 1991 e 2004 | Variação demográfica do município entre 1991 e 2004 | Variação demográfica do município entre 1991 e 2004 |
| --------------------------------------------------- | --------------------------------------------------- | --------------------------------------------------- | --------------------------------------------------- |
| 1991                                                | 1996                                                | 2001                                                | 2004                                                |
| 100                                                 | 90                                                  | 76                                                  | 69                                                  |